# Trajan
Trajan 是一种衬线字体，是卡罗·吐温布里（Carol Twombly）在1989年为Adobe公司设计制作的。
该字体的设计基于“古罗马方块大写字母”（capitalis monumentalis）的风格，典型的应用便是罗马皇帝图拉真所立的图拉真柱上的铭文，该字体便以此为名。由于罗马时代还没有使用小写字母，因此Trajan字体全部都是大写字母。代替小写字母的，是一种小型大写字母。
现在该字体的电子版本在2001年复刻，改名为Trajan Pro，作为新型的OpenType字体 (.otf ) 通过Adobe公司发售。该字体也随Adobe Creative Suite安装盘发布。字体家族包括正体（Regular）和粗体（Bold），版本号为1.004，字符集涵盖了Adobe Western 2 和 Adobe CE，包含中欧字符和小型大写字母。
这种古风字体广泛用于古罗马石碑上。近来一些电影海报、电视和书籍封面也经常使用这种字体。